# 和服在中华人民共和国

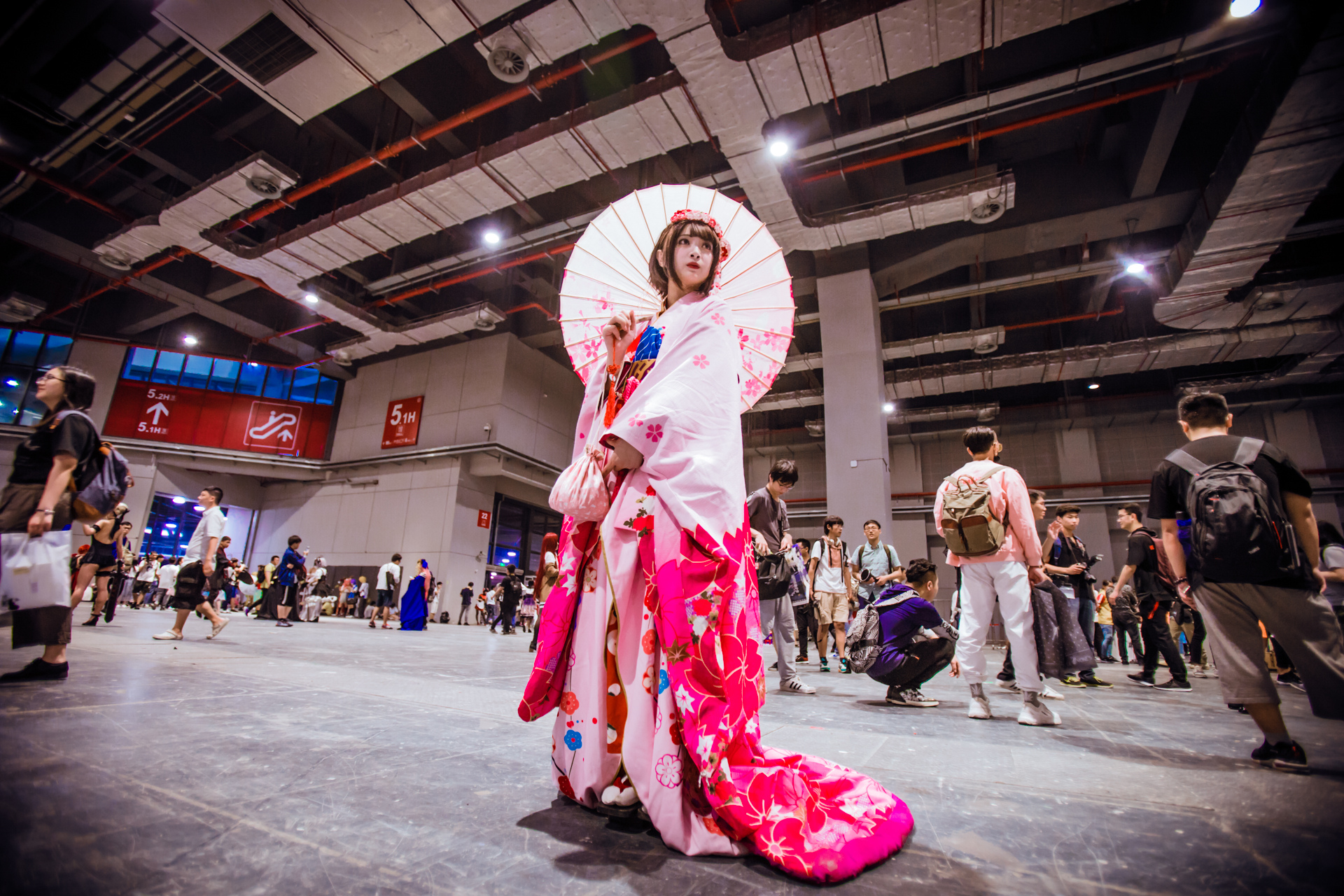
2018年5月19日，上海国家会展中心举行的第22屆Comicup魔都同人祭中，《不起眼女主角培育法》加藤惠的和服Cosplayer。而在街道等室外公共场所进行的Cosplay活动，则可能引发争议。

进入21世纪后，穿着和服在中华人民共和国成为一个常见现象，亦是具有争议性的政治话题。而在影视行业，使用和服替代汉服被指责为以倭代华现象之一。

## 清末至文革
自清末开始，中国向日本派遣留学生。留学生穿着和服是为常见。1916年前后，在日本留学的董竹君回忆，她按日本女学生装扮（日式发型、和服上衣、呢裙）时，仍因中国人身份被歧视:67。秋瑾、鲁迅、李大钊、周恩来、宋庆龄、郭沫若、孫中山等人均穿过和服。日后，成为支持穿着和服自由人士的依据之一。
抗日战争期间，侵华日军控制下的中国北方地区开始宣扬和、汉、满、蒙、朝的五族协和。而随着日本移民和侵华战争的扩大，和服进入中国大陆。国务院直属的中国社会科学院主管的《抗日战争研究》称，除日本籍移民外，侵华日军控制下的“慰安妇”亦多被强制穿着和服:174。1945年8月，日本投降。当时在中国东北地区定居，源于日本外地的朝鲜人成为中国官方认可的少数民族之一。其传统服饰——朝鮮服亦是中国少数民族传统服饰。同时，中国政府将来自日本内地、四百余万名日本籍人士尽数遣返回日本。中华人民共和国建国后，新政府持续遣返日本籍人士。1972年中日邦交正常化后，数千遗华日侨大都返回日本。
中华人民共和国建国初期，和服做为日本文化符号，出现中国大陆的文艺演出、电影等文化产品中。1957年长春电影制片厂拍摄《寂静的山林》。电影负责服装的工作人员胡臣日后回忆，拍摄身穿和服和时装的日本陪酒女郎场景时，十几位女演员拒绝穿着，经“反复地动员，动员党员、团员必然勇敢地出来，帮助拍这场戏”，方才完成场景拍摄。

## 改革开放之后
改革开放之后，中日两国民间交流频繁。日本文学、电视剧、电影等文化产品重新进入中国大陆。西方和东亚（日韩港台）流行文化进入后，对本地文化有重要影响。与港澳类似，中国大陆亦有一定数量的哈日族。同时，日本国民定居中国成为常见现象。2014年时，日本外务省的数据显示，约有14万日本人定居中国。有定居北京的日本女性进行和服文化推广的实例。另一方面，在经济全球化浪潮中，日本和服生产商为减少成本将工厂转移至中国大陆和朝鲜。2004年新华社消息提及，中国大陆出口和服、韓服生产厂家主要集中在苏州高新区东渚街道，产品占日本、韩国市场的80%。
自2000年代以来，有中国大陆民众将和服视为“日本侵略者”的文化标志，出现在公共场合穿着的争议。支持穿着和服者，则称和服为日本軍國主義的“文化替罪羊”。

### 个人的“和服自由”
2000年代以来，中国民族主义高涨的背景下，中国大陆民间舆论与层出不穷的“精日”长期对立。四行仓库日军照事件等穿着日本军军服事件中，穿着者常被警方处以行政拘留的处分。而普通民众在公众场合是否可以穿着和服，则日渐成为一个争议性话题。除与樱花和影、或摄影留念的游客外，公共场合的穿着者多是日式商业场所工作人员（如日料店员工）、cosplay表演者、模特等。在公共场合之外，亦有以穿着和服做为个人照片拍摄主题的潮流，以及日本女性在北京从事影视剧服装指导、教授当地人学习穿着和服的例子。
在公共领域发生的争议事件中，穿着和服者多为中国人，而非日本侨民。现场民众和管理人员对穿着和服者多有驱离、劝阻之举，亦有穿着者被警察训诫的例子。2021年12月13日，南京大屠杀死难者国家公祭日，浙江嘉兴女子身着和服在街道上行走时，遭到举报，被警方训诫。
2022年8月中旬发生的苏州和服事件则在当年8月15日——日本投降七十七周年之际，引发中国大陆社会对“和服自由”等问题的讨论。8月10日，一名女性Cosplayer在苏州淮海街进行《夏日时光》小舟潮一角的Cosplay拍照。完成小舟潮的JK服拍摄后，她换上小舟潮的浴衣式和服继续拍摄。结果，被警察以涉嫌寻衅滋事罪带离。14日，该女子在微博发表长文，讲述事情经过，并上传她与警察对话现场的视频，引起中国大陆舆论关注。19日下午5点，警方上门归还了此前没收的Cosplay衣服（浴衣）和鞋袜。
2024年4月27日，有兩名穿著和服的女子在重慶規劃展覽館旁，抗爭紀念碑對出跳日式二次元舞蹈，被大批路人包圍指罵。最後警方介入事件，並把肇事兩女一男帶到派出所調查

### 和服替代汉服
进入21世纪，漢服運動兴起，但由于汉服与和服外形相近，曾有反对和服的民众误以为汉服为和服的事件。而中国大陆影视业中则是普遍地存在以倭代华现象。影视业从事人员除使用日式建筑、器物替代中式建筑、器物外，常以和服或和服元素，替代汉服。以日本垂缨冠为例，在中国大陆电视剧中，自先秦时代女性角色到架空剧男性角色都有佩戴。亦或直接使用狩衣、十二單等和服款式。
2022年陆续开播的网络剧《我叫刘金凤》、《星汉灿烂》在服饰方面相继引发“倭风”的争议。《我叫刘金凤》更被称为“全面‘倭风化’”的作品。而为穿着和服、使用和服替代汉服进行辩解的理由，即有和服依照隋唐服装和吴服改制、“服饰同本同源”一类的理由。此前的2021年7月，中国大陆网友曾以唐朝文化在日本为南京夫子庙和服穿着者辩解，香港01作者林君穎则指出“奈良時代之後，日本在唐代服飾的基礎上逐漸走出自己的文化特色，往後在服裝的形制上，如領子、袖子、腰帶、腰封等已與漢服大不相同。中日服飾各自發展到今日已能從外觀一目瞭然地看出不同之處，若是輕易地把和服的別稱吳服與漢服劃上等號，等於無視日本於奈良時代以後的服裝發展，也忽略雙方文化中的諸多差異。”
2022年7月4日，国家广播电视总局党组成员、副局长朱咏雷在电视剧创作座谈会上强调，要坚定文化自信、传承中华文明，古装剧美术要真实还原所涉历史时期的建筑、服装、服饰、化妆等基本风格样貌，不要随意化用、跟风模仿外国风格样式。

## 备注
1. 1 2  2004年12月3日播出的电视纪录片《电影传奇》寂静的山林-十一号案件，电影负责服装的工作人员胡臣相关：

胡臣本人说：那时候把那衣服做完了 到拍戏的时候 就把这衣服先发下去

场景重现中饰演胡臣演员说：我这呢 三十套男装十五套女装都有了 就是女装费劲 找日本人帮助做的 咱整不了 可是 女装发下去又都退回来了[……]那我那儿别的衣服还没人穿呢

胡臣本人说：反复地动员 动员党员 团员必然勇敢地出来 帮助拍这场戏
2. ↑  “和服便是仿照中国隋唐服式(唐衣)和吴服改制而成[16]”的说法存在错误。和服中的吴服最初定义为“從中國進口的，以絲、绫、锦三種面料所製的布料”，并非指中国的服装样式。吴服的定义最终擴展到全體日本人所穿的服裝。